# Cromology
Cromology è un'azienda francese produttrice di pitture decorative (precedentemente Materis Paints) e produce vernici professionali distribuite in più di 50 paesi.
In Italia commercializza i suoi prodotti attraverso i seguenti marchi: MaxMeyer (fondata nel 1895), Duco (1928), Settef (1957), Baldini Vernici (1974), MisterColor (1989) e Viero (1967).

## Storia
I marchi più antichi del gruppo sono stati fondati dagli imprenditori Johannes Jodocus Tollens (Paesi Bassi, 1748), dai fratelli Francesco e Albert Claessens (Svizzera, 1887) e da Max Meyer (Italia, 1895). All'interno di Cromology sono inclusi altri marchi: Duco (Italia, 1928), Tintas Robbialac (Portogallo, 1931), Alp Pinturas (Spagna, 1940), Colorín (Argentina, 1945), Settef (Italia, 1957), Zolpan (Francia, 1959 ) Duraval (Spagna, 1963).
Sul finire degli anni 80, il gruppo Lafarge crea un polo pitture includendo il marchio Tollens nel 1990. Nel 1995, Lafarge Peintures viene acquisita dal ramo Materiali Speciali di Lafarge. Nel 2001, il ramo Materiali Speciali diventa Materis.
Tra il 1996 e il 2007, Materis Paints realizza delle operazioni di crescita esterna.
Nel 2015, Materis Paints è ribattezzata Cromology. 
Dal 2022, Cromology è proprietà di DuluxGroup, una filiale di Nippon Paint Group, la quarta azienda di vernici più grande del mondo.